# Renato De Carmine
Renato De Carmine, all'anagrafe Renato Di Carmine (Roma, 23 febbraio 1923 – Roma, 18 luglio 2010), è stato un attore italiano.
Impegnato anche nel settore della prosa radiofonica, secondo il Dizionario dello spettacolo del Novecento, è artista "di grande mestiere, di duttile sensibilità, capace di abbandoni trasognati e di grande statura scenica". Ha interpretato diversi film di vario genere, dal drammatico, all'avventuroso (inclusi alcuni titoli di cappa e spada), all'horror, al poliziottesco.

## Biografia
Attore di formazione prettamente teatrale (ha studiato all'Accademia nazionale d'arte drammatica di Roma, ma anche al Centro sperimentale di cinematografia), dopo il debutto avvenuto sul palcoscenico del Teatro Stabile di Napoli, recitò insieme a Mario Maranzana al Teatro Flaiano di Roma nella commedia di Luigi Pirandello, O di uno o di nessuno.
È stato a lungo al Piccolo Teatro di Milano con Giorgio Strehler. Dopo la stagione teatrale 1970-1971 trascorsa con il gruppo Teatro e Azione ha fatto ritorno al Piccolo per nuovi lavori sempre a fianco di attori affermati quali Tino Carraro, Franco Parenti e Giancarlo Dettori, anche in lavori di Eduardo De Filippo (La grande magia).
Con la regia di Franco Zeffirelli è stato interprete de La città morta di Gabriele D'Annunzio, mentre con Guido De Monticelli ha portato in scena Il guardiano di Harold Pinter. Con Jérôme Savary ha interpretato La dodicesima notte di William Shakespeare (al fianco di Ottavia Piccolo).
E sempre da Shakespeare (Enrico VI) e ancora con Strehler ha dato vita nella stagione 1964-1965 a Il gioco dei potenti, a fianco di Franco Graziosi, Corrado Pani, Luciano Alberici e Valentina Cortese.
Interprete di numerosi sceneggiati, ha ottenuto riconoscimenti per la sua attività di attore, fra cui nel 2001 un premio speciale alla carriera assegnatogli dalla fondazione "Giorgio Almirante".
Era anche un doppiatore e ha dato la sua voce a Rod Taylor nella distribuzione italiana de L'uomo che visse nel futuro, a John Merivale in Caltiki, il mostro immortale e a Klaus Kinski in Fitzcarraldo.

### Vita privata
È stato sposato dal 1946 con la sua compagna di accademia Nella Bartoli.

## Filmografia

Renato De Carmine nel film Allonsanfàn (1974)

- Fantasmi del mare, regia di Francesco De Robertis (1948)
- Guglielmo Tell, regia di Giorgio Pàstina (1948)
- La mano della morta, regia di Carlo Campogalliani (1949)
- Gente così, regia di Fernando Cerchio (1949)
- Capitan Demonio, regia di Carlo Borghesio (1949)
- Il boia di Lilla - La vita avventurosa di Milady, regia di Vittorio Cottafavi (1952)
- Il mercante di Venezia, regia di Paolo Billon (1953)
- Il conte Aquila, regia di Guido Salvini (1955)
- Un branco di vigliacchi, regia di Fabrizio Taglioni (1962)
- I lancieri neri, regia di Giacomo Gentilomo (1962)
- Finché dura la tempesta, regia di Bruno Vailati (1962)
- L'indomabile Angelica, regia di Bernard Borderie (1967)
- Angelica e il gran sultano, regia di Bernard Borderie (1968)
- Probabilità zero, regia di Maurizio Lucidi (1969)
- Io non scappo... fuggo, regia di Franco Prosperi (1969)
- Yellow - Le cugine, regia di Gianfranco Baldanello (1969)
- La guerra sul fronte Est, regia di Tanio Boccia (1970)
- Non ho tempo, regia di Ansano Giannarelli (1972)
- Sette scialli di seta gialla, regia di Sergio Pastore (1972)
- Allonsanfàn, regia dei Fratelli Taviani (1973)
- Il ritorno di Zanna Bianca, regia di Lucio Fulci (1974)
- In nome del Papa Re, regia di Luigi Magni (1977)
- Olga e i suoi figli, regia di Salvatore Nocita (1985)
- La monaca di Monza, regia di Luciano Odorisio (1987)
- L'ingranaggio, regia di Silverio Blasi (1987)
- Un uomo di razza, regia di Bruno Rasia (1989)
- Qualcosa di Don Orione,  di Ermanno Olmi (1990)
- Per amore, solo per amore, regia di Giovanni Veronesi (1993)
- Romanzo di un giovane povero, regia di Ettore Scola (1995)
- Ultimo bersaglio, regia di Andrea Frezza (1997)
- Parole e utopia (Palavra e utopia), regia di Manoel de Oliveira (2000)
- Il consiglio d'Egitto, regia di Emidio Greco (2002)
- February, 30th, regia di Sergio Basso (2006) (cortometraggio)
- Il nostro messia, regia di Claudio Serughetti (2008)
- La pacificazione, regia di Tommaso Rossellini (2009) (cortometraggio)

## Prosa televisiva Rai
- Schiccheri è grande, regia di Silverio Blasi, trasmesso il 24 marzo 1954.
- Gavino e Sigismondo, regia di Cesare Giulio Viola trasmesso il 9 aprile 1954.
- La maschera e il volto, regia di Claudio Fino, trasmesso il 30 maggio 1954.
- Mi sono sposato, regia di Silverio Blasi, trasmesso il 13 giugno 1954.
- Piccole donne, regia di Anton Giulio Majano, trasmesso nel 1955.
- Piccolo mondo antico, regia di Silverio Blasi, trasmesso nel 1957.
- La bisbetica domata, regia di Daniele D'Anza, 3 ottobre 1958.
- Aprite: polizia!, regia di Daniele D'Anza, trasmesso nel 1958.
- La pelle degli altri di Arthur Miller e Romildo Craveri, regia di Mario Landi, trasmesso nel 1959.
- Il costruttore Sollness di Henrik Ibsen, regia di Mario Ferrero, 1º aprile 1960.
- Quinta colonna, regia di Vittorio Cottafavi, (1966)
- Il complotto di luglio, regia di Vittorio Cottafavi (1967)
- Processi a porte aperte: io accuso, tu accusi, trasmesso nel 1968.
- Casa di bambola di Ibsen, trasmesso nel 1968.
- Il giardino dei ciliegi di Anton Čechov, regia di Mario Ferrero, trasmesso nel 1969.
- Nero Wolfe, miniserie, episodio Un incidente di caccia, trasmesso nel 1969.
- L'anitra selvatica di Henrik Ibsen, regia di Ottavio Spadaro, trasmesso il 20 maggio 1970.
- Le terre del Sacramento di Francesco Jovine, regia di Silverio Blasi, trasmesso da agosto a settembre del 1970.
- Come un uragano di Francis Durbridge, regia di Silverio Blasi, trasmesso nel 1971.
- L'altro, regia di Franz Peter Wirth, trasmesso nel 1972.
- Puccini, regia di Sandro Bolchi, trasmesso nel 1973.
- Il dilemma del dottore di George Bernard Shaw, regia di Flaminio Bollini, trasmesso il 23 novembre 1973.
- Lungo il fiume e sull'acqua, regia di Alberto Negrin, trasmesso nel 1973.
- La bottega del caffè di Carlo Goldoni, regia di Edmo Fenoglio, trasmesso nel 1973.
- Ho incontrato un'ombra, regia di Daniele D'Anza, trasmesso nel 1974.
- L'armadietto cinese, trasmesso nel 1975.
- Lo scandalo della banca romana, regia di Luigi Perelli, trasmesso nel 1977.
- Traffico d'armi nel Golfo, trasmesso nel 1977.
- Il giardino dei ciliegi di Anton Čechov, regia teatrale di Giorgio Strehler, trasmesso nel 1978.
- Re Lear, trasmesso nel 1979.
- L'altro Simenon, trasmesso nel 1979.
- La donna in bianco di Wilkie Collins, trasmesso nel 1980.
- Tre anni, trasmesso nel 1983.
- L'isola del tesoro di Renato Castellani 1987.

## Prosa radiofonica Rai
Per la prosa radiofonica si segnalano:
- Edoardo mio figlio, di Robert Morley e Noel Langley (1951)
- Scontro nella notte, di Clifford Odets, regia di Mario Ferrero, trasmessa il 20 luglio 1951.
- Follia e grandezza di Glasor, radiodramma di Italo Alighiero Chiusano regia di Umberto Benedetto trasmesso il 22 dicembre 1951
- Il giocoliere della Vergine, di Ronald Duncan, regia di Alberto Casella, trasmessa il 18 febbraio 1953
- La controversia, di Pierre de Marivaux (1956)
- Daniele fra i leoni, di Guido Cantini (1958)

Radio
• Voi ed Io, programma d'intrattenimento radiofonico del mattino tutti i giorni dal lunedì al sabato dalle 9,15 alle 11,30 sul Programma Nazionale Radiorai per un mese intero nell'ottobre 1971.

## Doppiaggio
- Klaus Kinski in Fitzcarraldo
- Rod Taylor in L'uomo che visse nel futuro
- David Frankham ne Il padrone del mondo
- Ian Hog in Macbeth[3]
- Harold Gould ne Il compromesso
- John Merivale in Caltiki, il mostro immortale
- Sandy Kenyon in Nevada Smith[4]
- Richard Pasco in Come vi piace[5]
- Mervyn Johns in Incubi notturni

## Riconoscimenti
- Premio Flaiano sezione teatro[6]
  - 1992 – Premio all'interpretazione per il complesso della sua opera